# África Ecuatorial Francesa
El África Ecuatorial Francesa (del francés: Afrique-Équatoriale française, AEF) fue la federación de posesiones coloniales francesas en África Central, que se extendía desde el río Congo hasta el desierto del Sahara.
Establecida en 1910, la federación contenía cuatro territorios: Gabón, Congo Medio (actual República del Congo), Ubangui-Chari (actual República Centroafricana) y Chad, aunque esta última se mantuvo como un territorio separado hasta 1920. El gobierno general tenía sede en Brazzaville, con delegaciones en cada territorio.
Durante la Segunda Guerra Mundial la federación se unió a las Fuerzas Francesas Libres en agosto de 1940, y se convirtió en el centro de sus actividades en África.
Bajo la Cuarta República francesa, la federación tuvo representación en el parlamento.
Finalmente, el África Ecuatorial Francesa se disolvió en septiembre de 1958, cuando los territorios votaron a favor de volverse autónomos dentro de la comunidad francesa. En 1959, las nuevas repúblicas formaron una asociación provisoria llamada Unión de Repúblicas Centroafricanas, antes de volverse totalmente independientes en agosto de 1960.

## Atrocidades
Las atrocidades en el África ecuatorial francesa incluyeron trabajo forzoso, ejecuciones sumarias, malos tratos y toma de rehenes en familias para sofocar la resistencia a la colonización francesa. Un sistema de concesiones masivas se introdujo en el África ecuatorial francesa en 1899. Grandes extensiones de tierra, principalmente en las regiones fértiles del medio Congo y Ubangi, se vendieron a unas 40 empresas privadas. Un total de 665 000 km² (257 000 millas cuadradas) de tierras de cultivo y plantaciones de caucho, incluidos los habitantes indígenas, se convirtieron en áreas de anarquía donde se establecieron impuestos y trabajo forzoso. Una encuesta realizada por el propio De Brazza confirmó estas prácticas, pero no se tomó ninguna medida concreta.
El 15 de enero de 1910 marcó el nacimiento del África ecuatorial francesa. Ese mismo año, un decreto garantizó teóricamente una parte del producto de los cultivos de caucho para los trabajadores aborígenes, pero en la práctica no se aplicó en gran medida. Los derechos hipotéticos se confirieron a los trabajadores, pero esto se vio obstaculizado por las medidas arbitrarias de las grandes empresas privadas. De hecho, durante un viaje al Congo francés en 1925-1926, André Gide testificó que se aplicó un régimen de terror a los «nativos» (asesinatos, golpizas, encarcelamientos arbitrarios) que registró en su libro Viajes al Congo. A pesar de esto, nunca condenó el colonialismo como un todo en el libro. Rudolph Rummel sostiene que las atrocidades en las colonias africanas de Francia se cometieron principalmente en secreto sin el conocimiento del público francés en Europa.
Las atrocidades provocaron innumerables muertes. Rudolph Rummel citó una estimación de menos de 200 000 para todas las colonias francesas en África y Asia, pero más tarde se retractó, afirmando que esto probablemente fue una subestimación. Rummel anteriormente solo había enumerado los 22.000 trabajadores forzados que murieron construyendo un ferrocarril en el Congo como parte de su estimación para el África Ecuatorial Francesa. Adam Hoschild estimó que la mitad de la población humana en las selvas tropicales de las colonias francesas de África perecieron. Las causas incluyen la enfermedad, el hambre y la violencia. Tom Conner va tan lejos como para afirmar una disminución de la población de millones, o esencialmente que la mayoría de la población del África ecuatorial francesa pereció durante el período colonial de 1900 a principios de la década de 1920, parcialmente como resultado del trabajo forzoso.